# Cung điện Giám mục ở Włocławek
Cung điện Giám mục ở Włocławek (tiếng Ba Lan: Pałac Biskupi we Włocławku) là một trong những cung điện lịch sử nổi tiếng ở Włocławek. Cung điện được xây dựng dành cho các giám mục ở Włocławek và đồng thời là trụ sở của giáo phận. Công trình kiến trúc này được thiết kế theo trường phái cổ điển, nằm gần sông Vistula - con sông dài nhất Ba Lan.

## Lịch sử
Địa điểm xây dựng tòa giám mục này trước đây là một thành trì bằng gỗ ở Włocławek (vào từ khoảng thế kỷ 10 đến thế kỷ 13. Thành trì này sau đó bị phá hủy trong một cuộc chiến tranh vào năm 1329. Sau đó, một tòa dinh thự được xây dựng thay thế thành trì cũ theo kiến nghị của Giám mục vùng Włocławek, Maciej z Gołańczy. Các giám mục kế vị ông tiếp quản và liên tục trùng tu cũng như mở rộng cung điện trở thành một nơi ở thoải mái và an toàn. Việc trang trí cung điện và thiết kế nội thất được thực hiện nhiều nhất vào thế kỷ 18. Do đó, nơi đây dần trở thành tài sản của các giám mục ở Włocławek.
Trong giai đoạn các cuộc chiến tranh của Napoléon diễn ra, các nhà chức trách tiếp quản nơi này. Lúc bấy giờ, một bệnh viện dành cho thương binh Pháp và một trường học (từ năm 1846) từng đặt trụ sở tại cung điện.
Năm 1858, các giám mục đã lấy lại quyền sở hữu cung điện.  Trong giai đoạn 1860-1861, Giám mục Antoni Kazimierz Ostrowski xây dựng lại toàn bộ cung điện theo trường phái cổ điển.
Trong trận chiến Phòng thủ Włocławek, cung điện bị pháo kích phá hủy. Do đó, cung điện được xây dựng lại vào năm 1925.
Cung điện Giám mục được đưa vào danh sách di tích vào ngày 25 tháng 11 năm 1985.